# Charles Cuvillier

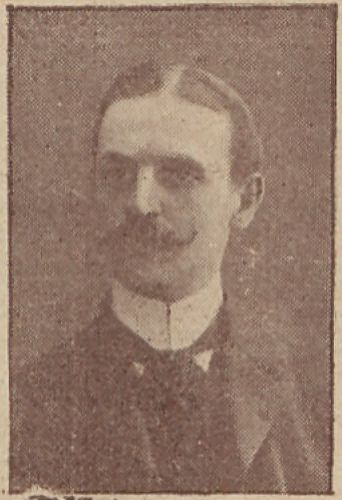
Charles Cuvillier (1905)

Charles Cuvillier (* 24. April 1877 in Paris; † 14. Februar 1955 ebenda) war ein französischer Komponist von Operetten.

## Leben und Werk
Charles Cuvillier studierte privat bei Gabriel Fauré und André Messager sowie bei Jules Massenet am Pariser Konservatorium.
Er begann sich auch für das Theater zu interessieren und seine erste Operette Avant-hier matin wurde am 20. Oktober 1905 im Théatre des Capucines in Paris uraufgeführt. Im gleichen Theater führte er sein Son petit frère (10. April 1907), Afgar (1909), Les Muscadines (1910) und Sapho (1912) auf. Seine erfolgreichste Operette La Reine s’amuse wurde zuerst am 31. Dezember 1912 in Marseille aufgeführt. Diese Operette wurde überarbeitet und in Paris als La Reine joyeuse (8. November 1918) und in London als The Naughty Princess (1920) aufgeführt. Andere Operetten von Charles Cuvillier waren La Fausse Ingénue (Paris 1918), Bob et moi (1924), Boulard et ses filles (Paris 1929).
Charles Cuvillier war auch als Musikdirektor am Pariser Odéon tätig. Der Walzer aus La Reine joyeuse hat seine Popularität über zahlreiche Arrangements hinweg bewahrt.